# شارع الكفاح
شارع الكفاح من الشوارع الطويلة في بغداد حيث يمر بثلاث مناطق هي الباب الشرقي ومنطقة النهضة وباب المعظم. يبلغ طول الشارع 5 كم تقديراً للبناء فيه منذ القرن التاسع عشر وكانت بيوته من القصب والطين ولكن حركة العمران فيه بدأت العام 1930 وقد شهدت سنوات الاربعينيات والخمسينيات إنشاء عدد كبير من العمارات والابنية الحديثة. أطلق على الشارع في العهد الملكي تسمية شارع الملك غازي وبعد قيام ثورة 1958 سمي بشارع الزعيم فقد عرف الشارع بالانتفاضات التي سبقت الثورة وكان الزعيم عبد الكريم قاسم أول من أطلق عليه تسمية شارع الكفاح.

## نبذه تاريخية
كان المكان ارضا زراعية خالية من العمران حتى اوائل القرن الثالث الهجري حيث بنى المأمون قصره ليبدأ العمران بالاتساع لتنشأ البساتين والحدائق والمحال التجارية وقد سميت بالمأمونية التي تضم القشلة والدهانة وسراج الدين وقد ازدهرت تلك المحال في القرن الخامس الهجري حيث بنى الفقيه الحنبلي (أبو سعيد المحرمي) المتوفي سنة (513 هـ) مدرسة دينية في منطقة باب الشيخ ثم جددها ووسعها من بعده تلميذه الشيخ عبد القادر الكيلاني الذي أسس الطريقة القادرية وبعد وفاة الشيخ عبد القادر سنة 561 هـ دفن في رواق المدرسة لتتخذ بعد ذلك مسجداً يعد من أهم المساجد في بغداد، وقد وصف المعالم المذكورة (ياقوت الحموي) في كتابه معجم البلدان واصفا الحيطان بالكامل ففيه المدرسة والمسجد والسوق وفي القرن الثامن الميلادي بدأ العمران بالتطور في منطقة شارع الكفاح وكان من أهم محلاته القديمة دربونة الجلبي والاثوت والعزة والبستان والوثبة.

## المساجد التاريخية
هناك مسجد جامع الخلاني الذي يضم مرقد الشريف محمد بن عثمان المشهور بالخلاني ومسجدا سراج الدين وصدر الدين الواقعان في منطقة الصدرية إضافة إلى مسجد محمد الالفي الذي بناه حبيب اغا الدركزي وحسينية الكرد الفليين في منطقة عكد الاكراد الذي شيدها السيد مصطفى اواسط الاربعينيات من القرن الثاني عشر وحسينية الكرد الفليين التي شيدها الحاج احمد الاحمدي العام 1941.